# Кузнєцов Андрій Сергійович
Андрі́й Сергі́йович Кузнєцо́в — капітан Збройних сил України, учасник російсько-української війни, що відзначився у ході російського вторгнення в Україну у 2022 році. Ніс військову службу в складі 15-го окремого мотопіхотного батальйону «Суми» (в/ч А4532).

## Нагороди
- орден «Богдана Хмельницького» III ступеня (2022) — за особисту мужність і самовіддані дії, виявлені у захисті державного суверенітету та територіальної цілісності України, вірність військовій присязі.[1]